# Mercurio (mitología)

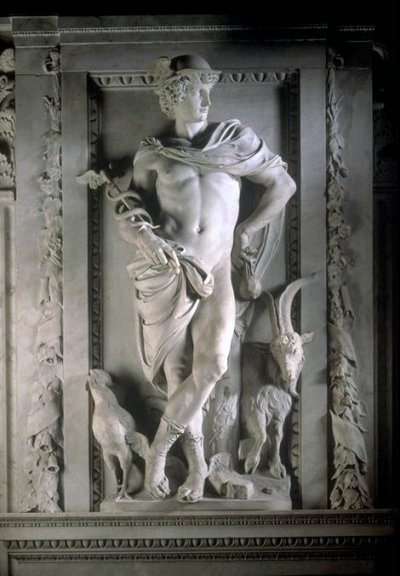
Mercurio, por el escultor flamenco del Artus Quellinus, con el pétaso, la bolsa con cordeles, el caduceo, las sandalias con alas, el gallo y la cabra (Ayuntamiento de Ámsterdam, actualmente en el Palacio Real).

En la mitología romana, Mercurio (en latín, Mercurĭus; en italiano, Mercurio; en griego, Μερκούριους) era un importante dios de las mercaderías  y uno de los hijos de Júpiter. Su nombre está relacionado con la palabra latina merx (‘mercancía’). En sus formas más antiguas, parece haber estado relacionado con la deidad etrusca Turms, pero la mayoría de sus características mitológicas se prestaron del dios griego análogo Hermes.
Mercurio corre incesantemente como heraldo de los dioses y entre los hombres es quien lleva las palabras. Bendice con elocuencia las negociaciones. Se dice que enseñó las letras, estableció los meses, descubrió las constelaciones e inventó la lira. También preside los negocios y es el dios del latrocinio y los saqueos. Se le representa llevando un bastón (caduceum) con dos serpientes entrelazadas, unas sandalias aladas y una cabeza de perro. Tiene la piel bronceada por estar bajo el sol.
Mercurio ha inspirado el nombre de varias cosas en cierto número de campos científicos, como el planeta Mercurio, el elemento mercurio y la planta mercurial. La palabra «mercurial» se usa comúnmente para aludir a algo o alguien errático, volátil o inestable, y deriva de los rápidos vuelos de Mercurio de un lugar a otro.

## Mitología
Según Cicerón, en su De Natura Deorum, existieron hasta cinco dioses Mercurio. El primer Mercurio tuvo por padre a Cielo (Caelus) y por madre a Día (Dies); su naturaleza («miembro viril») se vio, según la tradición, muy ostensiblemente excitada, por haberse conturbado ante la visión de Prosérpina. El segundo Mercurio es hijo de Valente y de Forónide; es aquel al que identifican bajo tierra con Trofonio. El tercer Mercurio nació de Júpiter y Maya. El cuarto Mercurio tuvo por padre a Nilo, y los egipcios consideran ilícito nombrarlo. El quinto Mercurio es aquel al que rinden culto los de Féneo, el que, según se dice, destruyó a Argos, y, por esta causa, huyó a Egipto, entregando a los egipcios las leyes y las letras; los egipcios llaman a éste Teut (acaso Thot), y con el mismo nombre se llama, entre ellos, al primer mes del año.  Otros dicen que Mercurio nació de Liber y Proserpina y es quien conduce las almas de los muertos.
De Mercurio y Venus nacieron Cupido  y Atlantio. Pero Pan nació de Mercurio y Penélope. Júpiter, Neptuno y Mercurio orinaron sobre una piel de toro y tras entrerrarla surgió Orión. Apolo y Mercurio habían dormido la misma noche con Filónide; el hijo de Mercurio fue Autólico.  Fue padre de los argonautas Éurito, Equión y Etálides. Mírtilo fue hijo de Mercurio y Teobule, hija del Auriga.  Otros hijos de Mercurio son Príapo  y Céfalo.   Mercurio es servido por Fraus como dios de los ladrones.
Entre los episodios mencionados en las Fábulas Mercurio era hijo de Júpiter y Maya, hija de Atlante.  Impidió que Anfión matase a Lico y le ordenó que le entregase el reino de Tebas.  Mercurio vendió a Hércules a la reina Ónfale.  Bajo las instrucciones de Júpiter, sumió a Ixión a la tierra de los muertos atado a una rueda, de la que se dice todavía sigue girando.  Le prestó sus sandalias aladas a Perseo para ir en busca de Andrómeda.  Júpiter ordenó a Mercurio que llevase a Paris Alejandro al monte Ida, y que le diese la potestad de ser juez en la competición sobre la más bella.  Trajo de vuelta del inframundo a Protesilao para que su esposa Laodamía pudiera verlo por última vez.  Guio a Príamo, bajo las órdenes de Júpiter, para el rescate de Héctor.  Le dio un antídoto a Ulises para prevenir que Circe lo transformara en animal; también requirió a Calipso que lo liberase. Incluso se dice que por su cólera Ulises naufragó.  Separó a los hombres en diferentes lenguas, que antes tenían la misma, sumidos en una civil discordia.  Aprisionó a Prometeo en el monte Cáucaso.  Mató a Argos Panoptes, servidor de Juno, por órdenes de Júpiter; así liberó a Io.  Cuando Neptuno y Minerva compitieron por el patrocinio de Atenas Mercurio, bajo las órdenes de Júpiter, prohibió a Neptuno anegar las tierras con las aguas del mar.  Rescató del fuego a Libero y se lo entregó a Niso para que lo criase.  Se dice que Mercurio fue el primero que llevó algunas letras griegas a Egipto; de Egipto Cadmo las trasladó a Grecia, y Evandro las pasó a Italia. Su madre Carmenta las modificó en quince letras latinas. Mercurio fue también el primero en enseñar los ejercicios de la palestra a los mortales.

## Culto

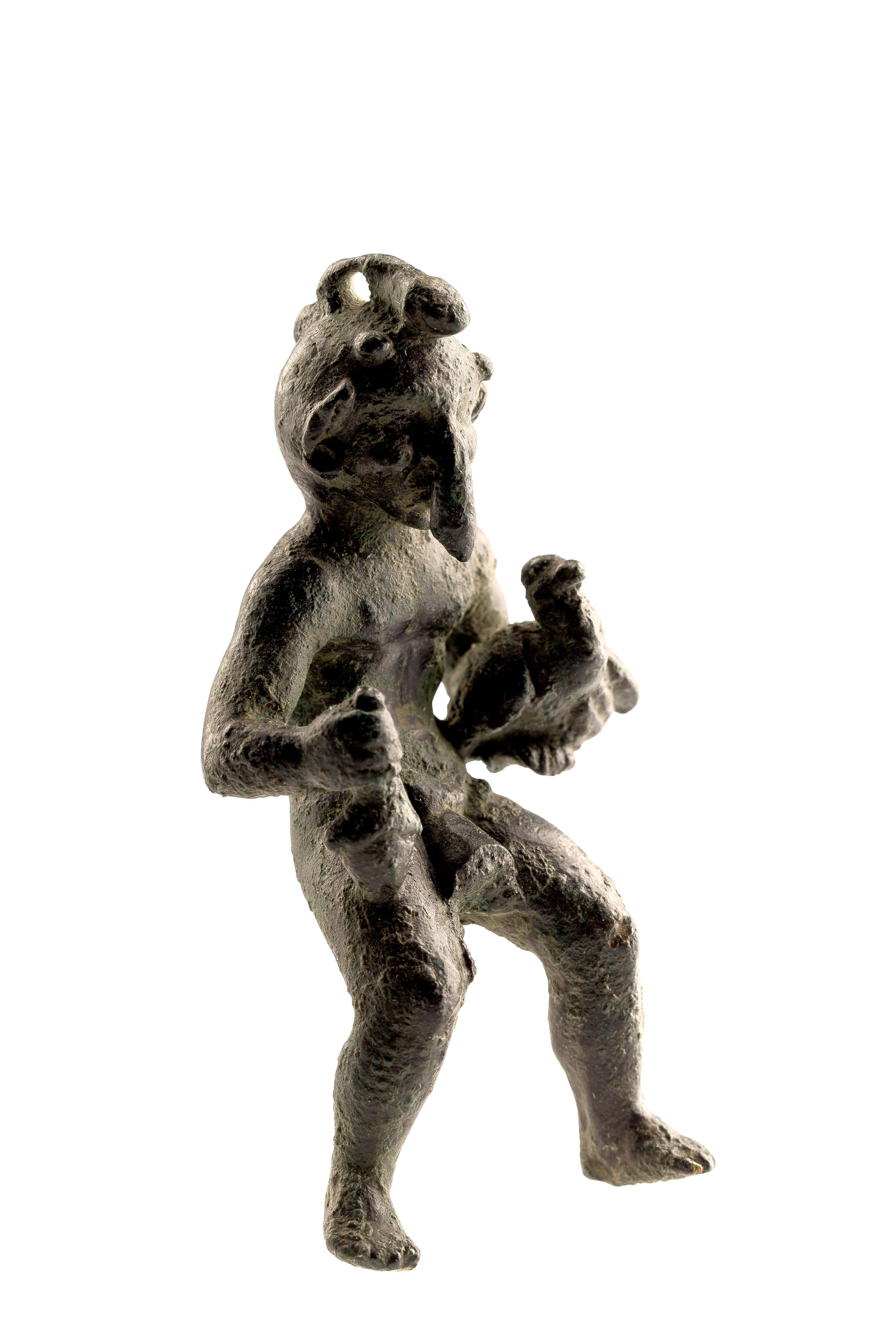
Figurilla en bronce de Mercurio, con tres falos, con un gallo en la mano izquierda y un monedero en la mano derecha, 100 - 250 A.D., encontrado en Tongeren, ca 8,8 cm Museo Galorromano, Tongeren (B)

Mercurio aparecía entre los numina di indigetes de la primitiva religión romana. Más bien subsumió a los antiguos Dei Lucrii cuando la religión romana se sincretizó con la griega durante la época de la república romana, sobre principios del siglo III a. C. Desde el principio, Mercurio no tuvo esencialmente los mismos aspectos que Hermes, vistiendo las talarias y el pétaso alados y llevando el caduceo, una vara de heraldo con dos serpientes entrelazadas que Apolo regaló a Hermes. A menudo iba sin su característico gallo, el heraldo del nuevo día, una cabra o cordero que simbolizaba la fertilidad y una tortuga en alusión a la legendaria invención de Mercurio de la lira a partir de un caparazón.
Igual que Hermes, era un mensajero de los dioses, y también un dios del comercio, particularmente del comercio de cereal. Estaba considerado un dios de la abundancia y del éxito comercial, en particular en la Galia. Así como Hermes, el psicopompo de los romanos, y llevaba las almas de los recién fallecidos al más allá. Además, Ovidio escribió que Mercurio llevaba los sueños de Morfeo desde el valle de Somnus a los humanos que dormían.
El templo de Mercurio en el Circo Máximo, entre el Aventino y el Palatino, se construyó en 25 a. C. Este era un lugar adecuado para adorarle como un veloz dios del comercio y el viaje, debido a que era un importante centro de comercio además de una pista de carreras. Debido a que se erigía entre el baluarte plebeyo del Aventino y el centro patricio del Palatino, enfatizaba también el papel de Mercurio como mediador.
Debido a que Mercurio fue una de las deidades primitivas que sobrevivieron a la monarquía romana, tenía asignado un flamen (sacerdote), pero tenía una importante fiesta el 15 de mayo, la Mercuralia. Durante la misma, los mercaderes rociaban agua de su pozo sagrado cerca de la Porta Capena sobre sus cabezas.

## Sincretismo

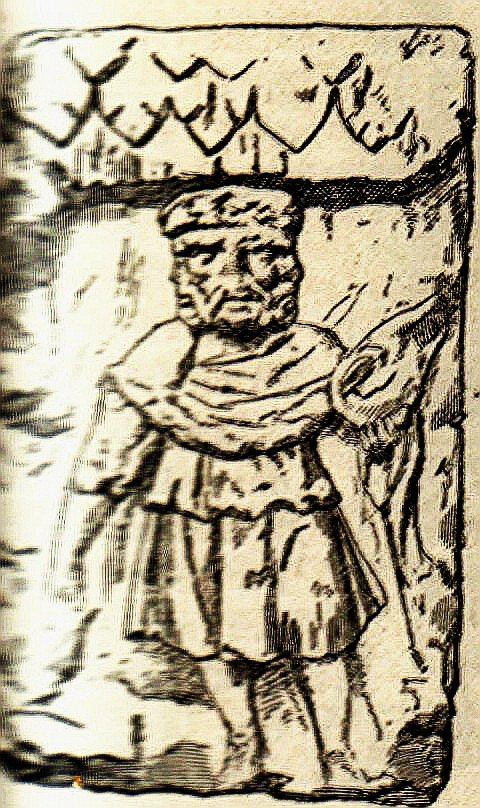
Una imagen de tres cabezas de una deidad celta interpretada como Mercurio y que actualmente se cree que representa a Lugus.

Cuando describían a los dioses de las tribus celtas y germánicas, más que considerarlas como deidades separadas, los romanos los interpretaban como manifestaciones locales o aspectos de sus propios dioses, un rasgo cultural llamado interpretatio romana. En particular, Mercurio se hizo extremadamente popular entre las naciones conquistadas por el Imperio romano: Julio César escribió que era el dios más popular en Bretaña y Galia, considerado el inventor de todas las artes. Esto probablemente se deba a que en el sincretismo romano se equiparó a Mercurio con el dios celta Lugus, y en este aspecto solía ir acompañado de la diosa celta Rosmerta. Aunque Lugus pudo haber sido originalmente una deidad de la luz o del sol (aunque esto es discutible), parecido al Apolo romano, su importancia como dios del comercio le hizo más comparable a Mercurio, y Apolo fue equiparado a su vez con la deidad celta Belenus.
Mercurio también estuvo fuertemente relacionado con el dios germánico Wodanaz: el escritor romano del siglo I Tácito identificaba a ambos como uno solo, a quien describía como el dios principal de los pueblos germánicos.
En las regiones celtas, Mercurio se representó a veces con tres cabezas o caras, y en Tongeren (Bélgica) se halló una estatuilla de Mercurio con tres falos, en la que sobresalen los dos adicionales de su cabeza en lugar de su nariz, lo que probablemente se deba a que el número tres se consideraba mágico, lo que hacía de tales estatuas hechizos de buena suerte y fertilidad. Los romanos también hicieron popular el uso de pequeñas estatuas de Mercurio, probablemente al adoptar la antigua tradición griega de las hermas.

## Nombres y epítetos
Mercurio, conocido por los romanos como Mercurius y que aparece ocasionalmente en los escritos más antiguos como Merqurius, Mirqurios o Mircurios, tuvo cierto número de epítetos, que representaban diferentes aspectos o roles o sincretismos con deidades no romanas. Los más comunes e importantes son:

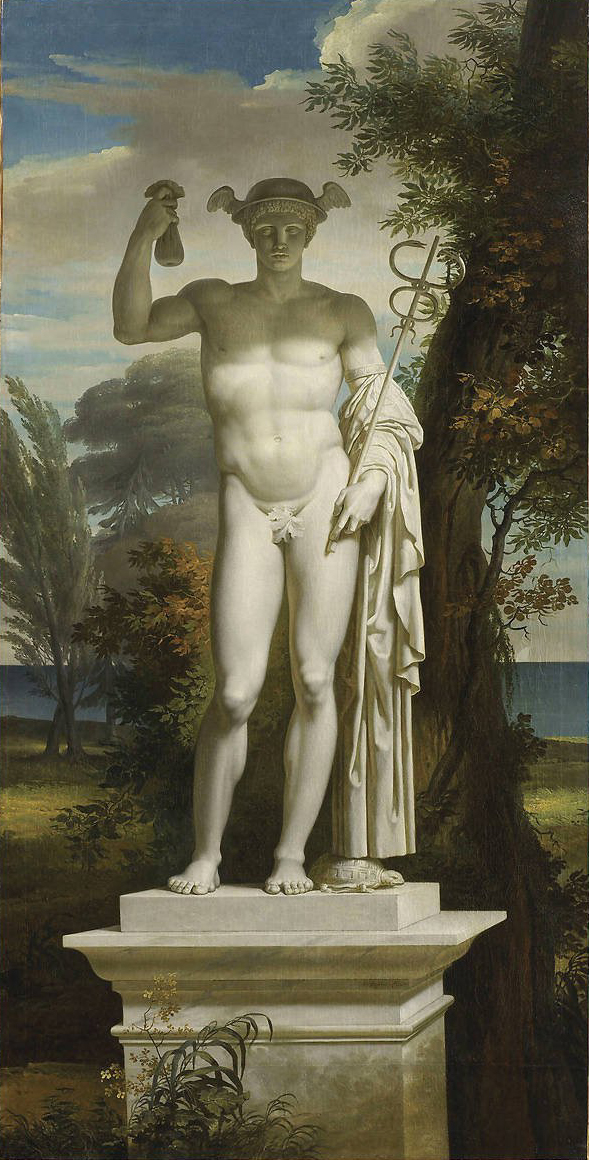
Pintura de una estatua de mercurio por Charles Meynier, (museo de la Revolución francesa)

Mercurius ArtaiosUna combinación de Mercurio con la deidad celta Artaios, un dios de los osos y la caza que fue adorado en Beaucroissant (Francia).
Mercurius ArvernusUna combinación del Arverno celta con Mercurio. Arverno era adorado en Renania, posiblemente como una deidad particular de la tribu arverna, aunque no hay dedicatorias a Mercurius Arvernus en su territorio de la región central de Francia, Auvernia.
Mercurius CissoniusUna combinación de Mercurio con el dios celta Cissonius, circunscrito a la región desde Colonia (Alemania) hasta Saintes (Francia).
Mercurius EsibraeusUna combinación de la deidad íbera Esibraeus con el dios romano Mercurio. Esibraeus solo se menciona en una inscripción hallada en Medelim (Portugal), y posiblemente sea la misma deidad que Banda Isibraiegus, a la que se invoca en una inscripción de la cercana villa de Bemposta.
Mercurius GebriniusUna combinación de Mercurius con el Gebrinius celta o germánico, conocido por una inscripción en un altar de Bonn (Alemania).
Mercurius MoccusDel dios celta Moccus, que era equiparado a Mercurio, conocido por las evidencias halladas en Langres (Francia). El nombre Moccus (‘cerdo’) implica que esta deidad estaba relacionada con la caza de jabalíes.
Mercurius VisuciusUna combinación del dios celta Visucius con el romano Mercurio, atestiguada en una inscripción hallada en Stuttgart (Alemania). Visucius era principalmente adorado en la región fronteriza del imperio en Galia y Alemania. Aunque fue primordialmente asociado con Mercurio, Visucius fue también vinculado a veces con el dios romano Marte, pues una dedicatoria inscrita a Mars Visucius y Visucia, su equivalente femenina, fue hallada en Galia.
DiatorioSobrenombre que recibe atendiendo a su condición de mensajero de Júpiter.[cita requerida]